# 長隆
長 隆（おさ たかし、1941年3月14日 - ）は、日本の公認会計士、、病院経営アドバイザー。その他、医療経営士3級、NPO日本医療流通改善研究会顧問である。
総務省公立病院改革懇談会座長などを歴任。2009年、行政刷新会議の事業仕分けに参加。全日本病院協会参与。聖マリアンナ医科大学講師。

## 経歴
- 静岡県下田市生まれ。
- 1958年4月、大正製薬株式会社入社。
- 1964年3月、早稲田大学第二政治経済学部卒業。
- 1967年3月、税理士試験合格。
- 1971年10月、監査法人太田哲三事務所入所。
- 1975年1月、公認会計士試験合格。
- 1976年7月、監査法人太田哲三事務所退所。
- 1976年7月、公認会計士長隆事務所開業。
- 2002年4月、公認会計士長隆事務所税理士業務部門を法人化。名称を東日本税理士法人とする。代表社員就任。[3][4]
- 2011年6月、日本メディカルGPO株式会社　代表取締役就任。

## 各種委員などの委嘱
- 1995年〜2006年、総務省　地方公営企業経営アドバイザー
- 2000年1月〜2001年3月、埼玉県立病院改革推進委員会　委員
- 2004年2月〜2005年3月、京都府大江町病院経営改革委員会　委員長
- 2004年9月〜2006年9月、名古屋市立5病院市立病院経営改善推進委員会　委員長
- 2004年12月〜2005年1月、新潟県巻町国民健康保険病院等事業改革委員会　委員長
- 2005年6月〜2005年10月、山形県酒田市立酒田病院改築外部委員会　委員長
- 2005年10月〜2006年4月、大阪府泉大津市病院改革委員会　委員長
- 2005年11月〜2006年3月、東栄町国民健康保険東栄病院経営改革委員会　委員長
- 2006年4月〜2006年6月、蒲郡市民病院経営改革委員会　委員長
- 2006年4月〜2006年8月、高浜市立病院事業経営改革検討委員会　委員長
- 2006年4月〜2006年12月、津島市民病院経営改革委員会　委員長
- 2006年8月〜2007年3月、夕張市立総合病院経営アドバイザー
- 2006年10月〜2006年1月、公立小野町地方総合病院改革委員会　委員長
- 2006年11月〜2006年3月、泉大津市立病院経営健全化計画検証委員会　委員
- 2007年7月〜2008年3月、総務省　公立病院改革懇談会　座長
- 2007年9月〜2007年1月、安房医師会病院経営健全化計画検証委員会　委員長
- 2007年12月〜2007年1月、近江八幡市立総合医療センターのあり方検討会　委員長
- 2008年8月〜2009年2月、豊川市民病院改革プラン策定会議
- 2008年9月〜2008年11月、共立湊病院改革推進委員会　委員長
- 2009年5月〜2009年3月、国保成東病院一部事務組合解散・独法移行協議会　会長
- 2009年11月〜、地方独立行政法人さんむ医療センター評価委員会　委員
- 2009年11月〜、上野原市立病院　専門委員
- 2009年11月〜2011年11月、内閣府行政刷新会議分科会評価者[5]
- 2010年1月〜2010年4月、十和田市立中央病院経営改革検討委員会　委員長
- 2010年8月〜2010年12月、阪南市立病院改革プラン評価委員会　委員長
- 2012年8月～2014年7月、国保旭中央病院　検討委員会　委員長職務代行

## 著書
- 高齢者ケア施設マニュアル(1996年10月　ダイヤモンド社)　共著：岩堀幸司、西城公雄、橋本正弘、小関晴孝
- 地方公営企業会計の基礎(1997年10月　中央経済社)　共著：宮田要
- Q&A医療法人の経営と税務〈第3版〉(1999年6月　中央経済社）
- Q&A病院再建と民事再生法(2000年12月　中央経済社)　共著：堀克巳
- Q&A特定医療法人のすべて〈第3版〉(2004年4月　中央経済社)　共著：坂田茂
- 医療法人のための税務調査対策〈第3版〉(2005年9月　中央経済社)　共著：岡田芳明
- 高齢者ケア施設　開設ガイドライン(2007年11月　中央経済社)　共著：岩堀幸司、塩田幸雄
- 病院経営改革へ　なぜ、わたしは戦い続けるのか(2013年6月　財界研究所)

## 出演
- 日経スペシャル「ガイアの夜明け」　町の病院が消える日～地域医療の未来を描け～　(2006年5月16日　テレビ東京)[6]。
- シリーズ特集（全4回）岐路に立つ自治体病院　(2007年5月　チューリップテレビ)
- 日経スペシャル「ガイアの夜明け」公共サービスのなくなる日「～ 夕張再生へ　立ち上がる住民たち ～ 」(2007年6月26日　テレビ東京)
- 日経スペシャル「ガイアの夜明け」“絆”拡大スペシャル“命の絆”を再生せよ～崩壊寸前“地域医療”を追う～　(2009年3月10日　テレビ東京)
- 最善の医療を求めて②今、病院が危ない！医師が突然いなくなる不安　(2012年11月6日　BSジャパン)
- 首都圏ネットワーク 「公的病院」支援制度活用進まず　(2013年6月13日　NHK)